# ولید بدیر
ولید بدیر (به انگلیسی: Walid Badir) مدافع فلسطینی اهل اسرائیل است که از سال ۱۹۹۷ تا ۲۰۰۷ میلادی عضو تیم ملی فوتبال اسرائیل بوده و در ۷۴ بازی ملی حضور داشته است. ولید بدیر توانسته در بازی‌های ملی، ۱۲ گل به ثمر برساند.